# Universidade Agrícola de Xanxim
A Universidade Agrária de Xanxim (em chinês:  山西 农业 大学) é uma universidade estadual na província chinesa de Xanxim. Ela está localizada na cidade de Taigu (em chinês:  太谷), uma área rural ao sul da capital provincial de Taiuã. O governo provincial em Xanxim é responsável pela supervisão. 

## História
A Escola Ming Hsien foi fundada em 1907 por um grupo de missionários do Oberlin College nos EUA com o apoio do financista H. H. Kung, que mais tarde se tornou marido de Song Ailing . 

## Organização
A universidade consiste em 14 faculdades e departamentos: 
- Faculdade de Agricultura
- Faculdade de Silvicultura
- Faculdade de Ciência e Tecnologia Animal
- Faculdade de Recursos e Meio Ambiente
- Faculdade de Horticultura
- Faculdade de Engenharia
- Faculdade de Economia e Comércio
- Faculdade de Engenharia de Alimentos
- Faculdade de Arte e Ciências
- Faculdade de Educação de Adultos e Ensino Profissionalizante
- Faculdade de Educação em Tecnologia Moderna
- Faculdade de Administração Pública
- Departamento de Educação Física

Embora se concentre em uma universidade agrícola, ela também tem departamentos para estudar artes, esportes e inglês. As universidades parceiras no exterior são  : 
- Oberlin College, EUA.
- Universidade de Ciências Aplicadas de Hamm-Lippstadt, Alemanha [2]
- Universidade de Ciências Aplicadas de Magdeburg-Stendal, Alemanha
- Universidade Estadual Agrívola de Lugansk, Ucrânia
- Universidade de Nova Gales do Sul, Austrália
- Grupo Internacional Third Eye, Nepal
- Universidade de Hokkaidō, Japão
- Universidade Kyushu, Japão
- Universidade do País de Gales, País de Gales